# Eiconaxius carinatus
Eiconaxius carinatus är en kräftdjursart som beskrevs av Eugène Louis Bouvier 1925. Eiconaxius carinatus ingår i släktet Eiconaxius, och familjen Axiidae. Inga underarter finns listade.